# Lacy Clay
Lacy Clay właściwie William Lacy Clay Jr. (ur. 27 lipca 1956 w Saint Louis) – amerykański polityk, członek Partii Demokratycznej.

## Działalność polityczna
Od 1983 do 1991 zasiadał w stanowej Izbie Reprezentantów, a następnie do 2001 w stanowym Senacie Missouri. Od 3 stycznia 2001 do 3 stycznia 2021 przez dziesięć kadencji był przedstawicielem 1. okręgu wyborczego w stanie Missouri w Izbie Reprezentantów Stanów Zjednoczonych.
Jego ojcem był Bill Clay.